# Symfonie nr. 4 (Draeseke)
Felix Draeseke voltooide zijn Symfonie nr. 4 Symphonia comica in 1912.

## Geschiedenis
Deze vierde symfonie staat qua titel in contrast tegenover zijn derde symfonie, die het onderschrift Symphonia tragica meekreeg. De vierde symfonie bleef een van de laatste grote werken die Draeseke componeerde. Tegen het eind van zijn leven werd de componist steeds dover. In aanvulling daarop werd Draeseke keer op keer teleurgesteld doordat zijn werken eigenlijk te weinig werden gespeeld. Hijzelf probeerde boven de teleurstelling te staan, maar vergeleek zijn leven als componist in Duitsland als Dantes Inferno. Men zette liever een standaardwerk op de lessenaar, dan een riskant nieuw werk. Toch was het werk van Draeseke niet onbekend in Duitsland, tijdens het componeren van deze vierde symfonie, vonden diverse uitvoeringen plaats van zijn oratorium Christus, een tetralogie. Plaatsen van handeling waren Berlijn en Dresden, toenmalige cultuursteden in Duitsland.
Het werk aan de vierde symfonie, men vermoedt dat Heinrich Patzbecker de initiator was, vorderde volgens de componist zelf maar langzaam. Het eerste deel, in sonatevorm was gereed op 8 april 1912, maar Draeseke zag er toen geen heil in de symfonie te voltooien. Op 13 juni 1912 schreef hij aan Bruno Kittel dat hij het werk had hervat. Deel drie en vier kwamen gereed op respectievelijk 25 juni en 12 juli. Het “zware” deel 2 werd het laatst voltooid, op 22 augustus was de symfonie af.

## Muziek
De komische symfonie klinkt verre van komisch; de componist was daarvoor te teleurgesteld. Hij liet weten: Nur den Kopf hoch behalten und über dat Beweinenswerte lachen. Er is echter wel een aantal komische aspecten aan deze symfonie. Zo is aan de titel toegevoegd dat het werk is geschreven in e mineur. Echter het werk moduleert van toonsoort tot toonsoort om ten slotte te eindigen op een G majeurakkoord. Deel twee, het serieuze deel, kreeg als bijtitel Fliegenkrieg (oorlog met muggen) mee. In het jaar voordat de symfonie is gecomponeerd, was er een muggenplaag. Het verhaal is dat een opa de oorlog heeft verklaard aan de mug. De muggen worden weergegeven in de tremolos op de violen, gevolgd door een muggenbeet (soloviool). Pogingen om de mug(gen) dood te slaan (slag op bekken) mislukken en opa krijgt maar geen rust. Uiteindelijk slaagt de opa er met hulp van de kleinkinderen in de mug dood te slaan. Het verhaal kan letterlijk uitgelegd worden, maar ook satrisch als Draesekes commentaar op het muziekleven in Duitsland.
De symfonie kende een matige ontvangst, mede doordat een leerling van Draeseke, de latere componist Paul Büttner zware kritiek had op het werk. Het werk belandde in de kast om er pas in 1996 weer uit te komen als er een kleine opleving is in de belangstelling in de muziek van Draeseke. Er werd een stichting in het leven geroepen om zijn muziek te promoten. Het werk ging in première op 6 februari 1914 in het Hoftheater te Dresden onder leiding van Hermann Kutschbach. Het werk werd pas in 1996 gepubliceerd vandaar de toevoeging WoO (werke ohne opus).

### Delen
- Bewegt, feurig
- (Fliegenkrieg) Langsam ruhig
- Scherzo, lebendig, flott
- Lebhaft, schnell

### Orkestratie
- 2 dwarsfluiten, 2 hobo’s, 2 klarineten, 2 fagotten
- 4 hoorns, 3 trompetten, 1 trombones, 1 tuba
- pauken, bekkens
- violen inclusief een solopartij, altviolen, celli, contrabassen

## Discografie
- Uitgave CPO: NDR Radiophilharmonie o.l.v. Jörg-Peter Weigle uit 2002